# Jan Meulendijks
Jan Meulendijks (Helmond, 1942) is een Nederlandse voormalig bedenker van cryptogrammen, sudoku's en spelletjes op televisie. 
Na de hogereburgerschool studeerde Meulendijks Nederlands aan de Katholieke Hogeschool Tilburg. Voor het jeugdblad waarvoor hij destijds werkte maakt hij in 1966 zijn eerste kruiswoordpuzzel.  Meulendijks maakte al cryptogrammen voor Margriet en Nieuwe Revu, toen hij in 1969 ging samenwerken met Bart Schuil, met wie hij in 2007 in het huwelijk trad. Samen bedachten ze televisiespelletjes, zoals Puzzeluur, Tien voor Taal, Babbelonië en Herexamen. Ze waren de vertegenwoordigers van Talbott-TV en bedachten de vragen die gesteld werden in de grote shows van Willem Ruis uit de jaren 80. In 1997 verkochten ze hun productiebedrijf aan Endemol en startten een antiekhandel.
Meulendijks is de maker van duizenden cryptogrammen en sudoku's, voor de Telegraaf, de Volkskrant en voor weekbladen o.a. Elsevier en puzzelboekjes.
Er zijn ook puzzelwoordenboeken van zijn hand verschenen: 
Tien voor Taal Cryptowoordenboek (1995)
Tien voor Taal Puzzelwoordenboek
Het Grote Crypto Woordenboek (2002)
Tien voor Taal Cryptoniemen (2002), met Bart Schuil
Het nieuwe Cryptowoordenboek (2003), met Bart Schuil
Het Grote Crypto Woordenboek (2008)
Meulendijks organiseert concerten met klassieke muziek, onder meer aan huis in Amsterdam.